# Lot 62 (Île-du-Prince-Édouard)
Lot 62 est un canton dans le comté de Queens, Île-du-Prince-Édouard, Canada. Il fait partie de la Paroisse St. John.

## Population
- 484 (recensement de 2001)[1]
- 540 (recensement de 2006)[1]
- 470 (recensement de 2011)[2]

## Communautés
Non-incorporé :
- Belle River
- Hopefield
- Iris
- Little Sands
- Mount Vernon
- Wood Islands